# Bitwa pod Kostiuchnówką

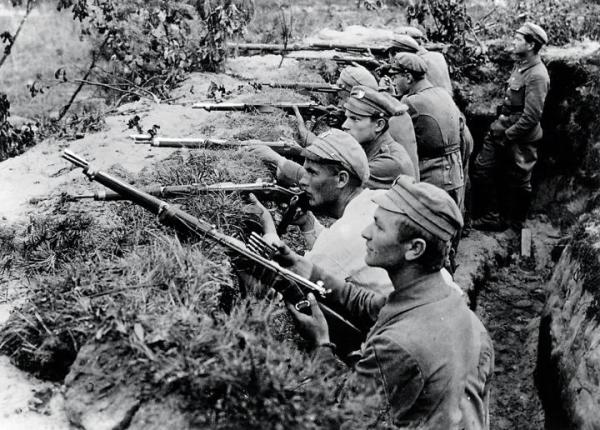
Spieszony 1 pułk ułanów Legionów w okopach pod Kostiuchnówką

Bitwa pod Kostiuchnówką lub bitwa pod Kościuchnówką – działania opóźniające Legionów Polskich prowadzone w dniach 4–6 lipca 1916 roku pod Kościuchnówką (Kostiuchnówką) na Wołyniu przeciwko oddziałom rosyjskiego XLVI Korpusu Armijnego, prowadzącego natarcie w ramach ofensywy Brusiłowa.

## Historia
Pomimo panicznej ucieczki wojsk węgierskich na prawym skrzydle (128 Brygada Piechoty Honwedu), Polacy nie dopuścili do przerwania frontu, wytrzymując kilkakrotnie ponawiany atak 100 rosyjskiej Dywizji Piechoty (w składzie 397, 398, 399, 400 pułk piechoty). Pozbawione wsparcia artylerii i łączności brygady legionowe liczyły łącznie tylko 5500 żołnierzy, stawiając opór 13 000 Rosjan.
Najcięższe walki stoczyła I Brygada Legionów Polskich pod dowództwem Józefa Piłsudskiego, a zwłaszcza jej 5 pułk piechoty, którego straty bojowe przekroczyły 50%.
Bitwa zakończyła się wycofaniem armii austro-węgierskiej. Pomimo taktycznego zwycięstwa Rosjan armia monarchii habsburskiej za sprawą polskich Legionów odniosła niezwykle ważny sukces strategiczny, zapobiegając przełamaniu frontu mogącemu spowodować całkowitą jego dezorganizację na tym odcinku, a w dalszej perspektywie nawet powrót do działań wojennych na terenie Kongresówki. Jednocześnie Rosjanie wyczerpali na długi czas możliwość podjęcia kolejnej tak intensywnej ofensywy. Oddawało to ponownie inicjatywę strategiczną w ręce państw centralnych.
Polskie straty wyniosły 2000 żołnierzy poległych bądź rannych.
Za bohaterstwo podczas bitwy pod Kostiuchnówką Srebrnym Krzyżem Orderu Virtuti Militari został odznaczony sierżant (późniejszy podpułkownik dyplomowany) Karol Lenczowski (wykazał się wybitnym bohaterstwem i odwagą, gdy 6 lipca 1916 po otoczeniu jego oddziału wraz z ok. 30 żołnierzami przerwał okrążenie rosyjskie).
Walki pod Kościuchnówką – zarówno te, które toczyły się podczas bitwy w lipcu 1916, jak i wcześniejsze, z listopada 1915 – zostały upamiętnione na jednej z tablic na Grobie Nieznanego Żołnierza w Warszawie: „Kościuchnówka 4 XI 1915 i 4–6 VII 1916”.